# Wubbo Ockels
Wubbo Johannes Ockels (Almelo, Overijssel, 28 de marzo de 1946 - Ámsterdam, 18 de mayo de 2014) fue un físico y astronauta neerlandés. En 1985 participó en un vuelo del transbordador espacial, convirtiéndose en el primer y único ciudadano neerlandés en el espacio, hasta el vuelo del astronauta André Kuipers, a la Estación Espacial Internacional en el 2004. Ockels fue profesor del Aerospace for Sustainable Engineering and Technology en la Universidad Técnica de Delft.
Wubbo Ockels nació el 28 de marzo de 1946 en Almelo pero consideraba Groninga su ciudad natal. Obtuvo su grado de Maestría en 1973 y posteriormente un doctorado en física y matemáticas en 1978 en la Universidad de Groningen.
Ockels fue el primer astronauta neerlandés, porque aunque esté precedido por el nacido en los Países Bajos pero naturalizado estadounidense Lodewijk van den Berg, la adquisición de la nacionalidad estadounidense hace que se pierda la neerlandesa.